# 猴面包树属
猴面包树屬（學名：Adansonia）是锦葵目锦葵科的植物，又稱猴麵包樹屬。共包括8种：土生在非洲大陆（1种）、马达加斯加（6种）和澳洲（1种）。落葉喬木，猴面包树高達5～30米。其樹枝長得像樹根一样，樹幹非常粗，直径可以到达7～11米，需要几十个人手拉着手才能合抱一圈。樹通常可活500年，但一般相信有些樹已有5000年的壽命。由於不具年輪，須要靠同位素來測量樹齡。過去十幾年間，非洲13棵一千至兩千五百年壽命的最古老猢猻樹中，已有9棵死亡。

## 下属物种
本属包括以下物种：
- 非洲猴面包树 Adansonia digitata  – （西、東北、中、南非洲）
- 大猴面包树 Adansonia grandidieri  – 馬達加斯加為最高大的猴面包树，亦為瀕危物種。這個學名是為紀念法國探險家及植物學家Alfred Grandidier。
- 澳洲猴麵包樹 Adansonia gregorii  (syn. A. gibbosa) – 當地人稱boab
- 馬達加斯加猴面包树 Adansonia madagascariensis  –  （馬達加斯加）
- Adansonia perrieri  – Perrier's Baobab（馬達加斯加北部）
- Adansonia rubrostipa  (异名：A. fony） – Fony Baobab （馬達加斯加）
- Adansonia suarezensis  – Suarez Baobab（Diego Suarez，馬達加斯加）
- Adansonia za  – Za Baobab（馬達加斯加）

是為紀念十八世紀法國探險家及自然學家Michel Adanson，他是最先記錄非洲猴面包树的西方學者。他在塞內加爾獵羚羊時看到這種大樹。

## 名稱
英文俗名為。旱季時，掉光葉子的禿枝很像插入天空的樹根，所以也被稱為倒栽樹（Upside-down Tree）。根據一些非洲神話，這樹被種反了。這樹在非洲人中很受尊崇，以自己的語言稱之為生命樹，也有叫作生之母或直接叫母親。由於它遠高於其他樹，故又被稱為樹王。由於樹幹儲水量大，也被稱為瓶子樹。亦有人稱為狐面包树，狐在此應指狐猴。

## 儲水
它的樹幹有儲存水的作用，儲存量可達12萬公升。在沙漠氣候旱季的時候，它的葉子會掉光，以減少水份的蒸發，靠儲存的水份，等待下一個雨季。

## 經濟用途
樹全身上下從葉到根，沒有一處不被人利用。晒乾的果殼可作打擊樂器。

### 葉
樹葉可以煮來當蔬菜吃，亦可磨成粉作調味粉。

### 花
花期是5月至8月，在傍晚開花。碩大的白花是甜的，可以作飲料和糖果。

### 果

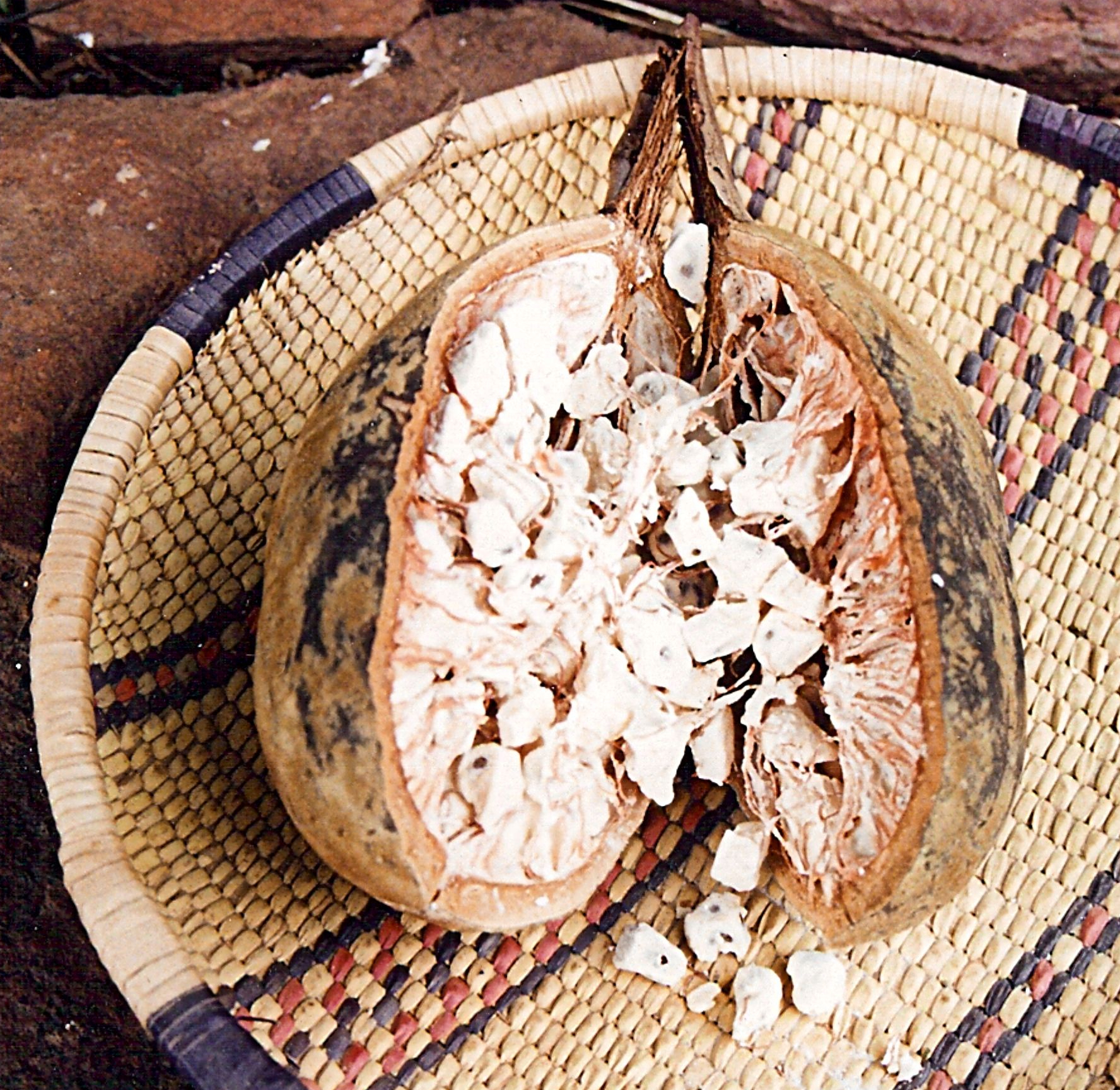
猴面包果

橢圓形的果子通常有足球大，外殼堅硬，種子沒一定的排列，也沒有一定的形狀，類似於硬的小豆子。果粒內包種子，水份不多，風味普通，並非一種非常好吃的水果，但含豐富的維他命C及鈣質。歐洲已核准自非洲進口猴面包果當作食品的調味或添加物。

### 樹皮
樹皮一層一層的刮下來，纖維可織繩索、籃子、墊子等，早期也供織布。在非洲樹皮被用作牙刷與“不求人”。

### 草藥
樹根、樹葉、樹皮全是治病的藥物，非洲人靠它治瀉肚、發燒、消炎、氣喘、風濕、痲疹等。

## 其他用途
在南非有一家酒吧是在一棵活的猴面包树的中空樹幹裡。澳洲有一旅遊景點是一棵活的猴面包树的中空樹幹裡的監獄，它曾在1890年代被用來囚禁原住民。

## 相片

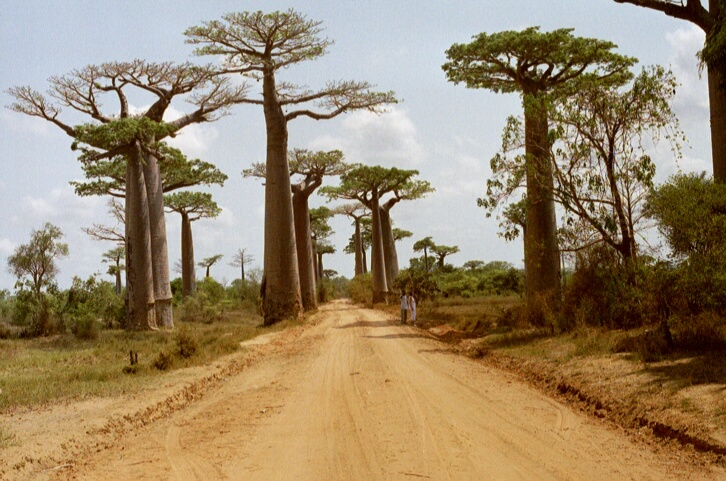
，猴面包树道，馬達加斯加
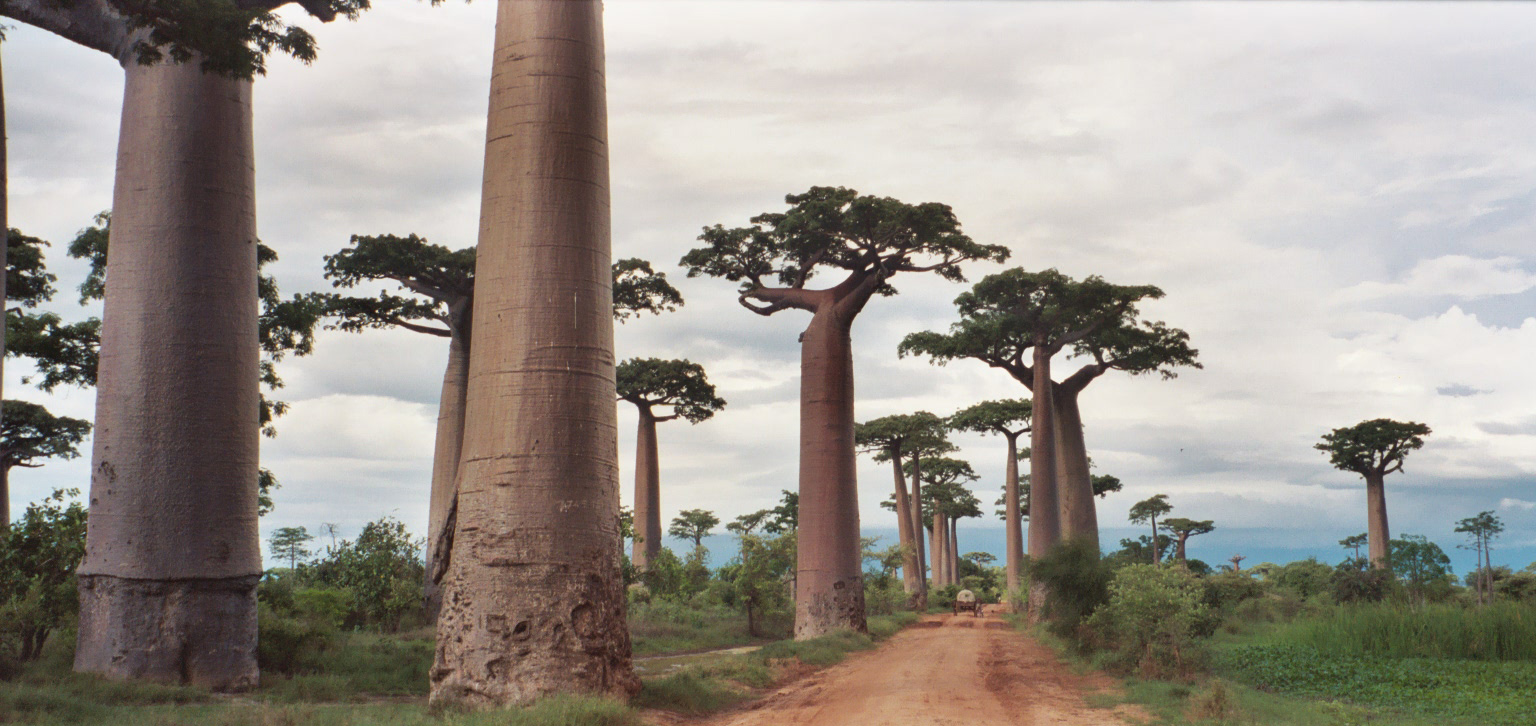
，馬達加斯加穆龙达瓦猴面包树大道
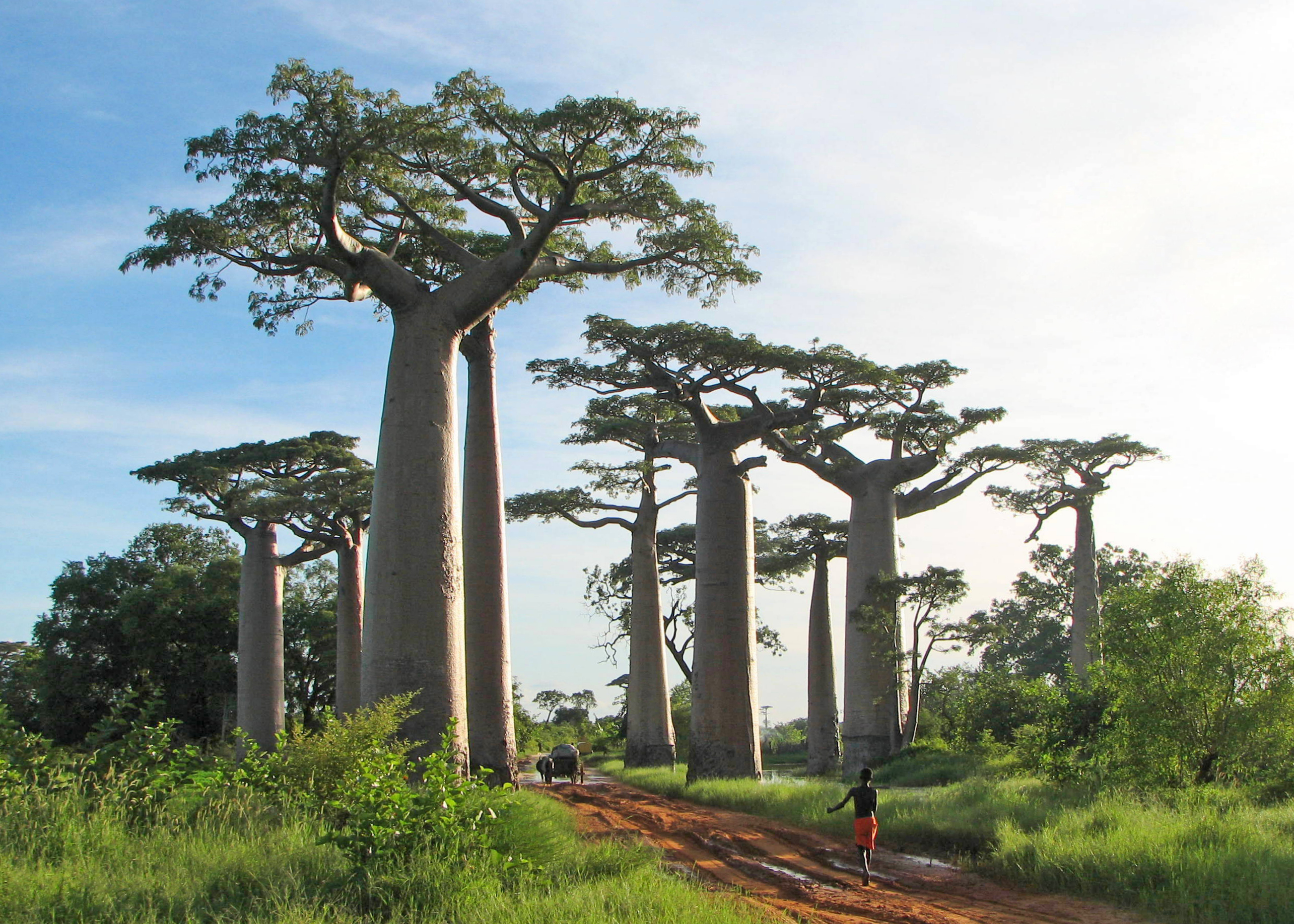
，馬達加斯加
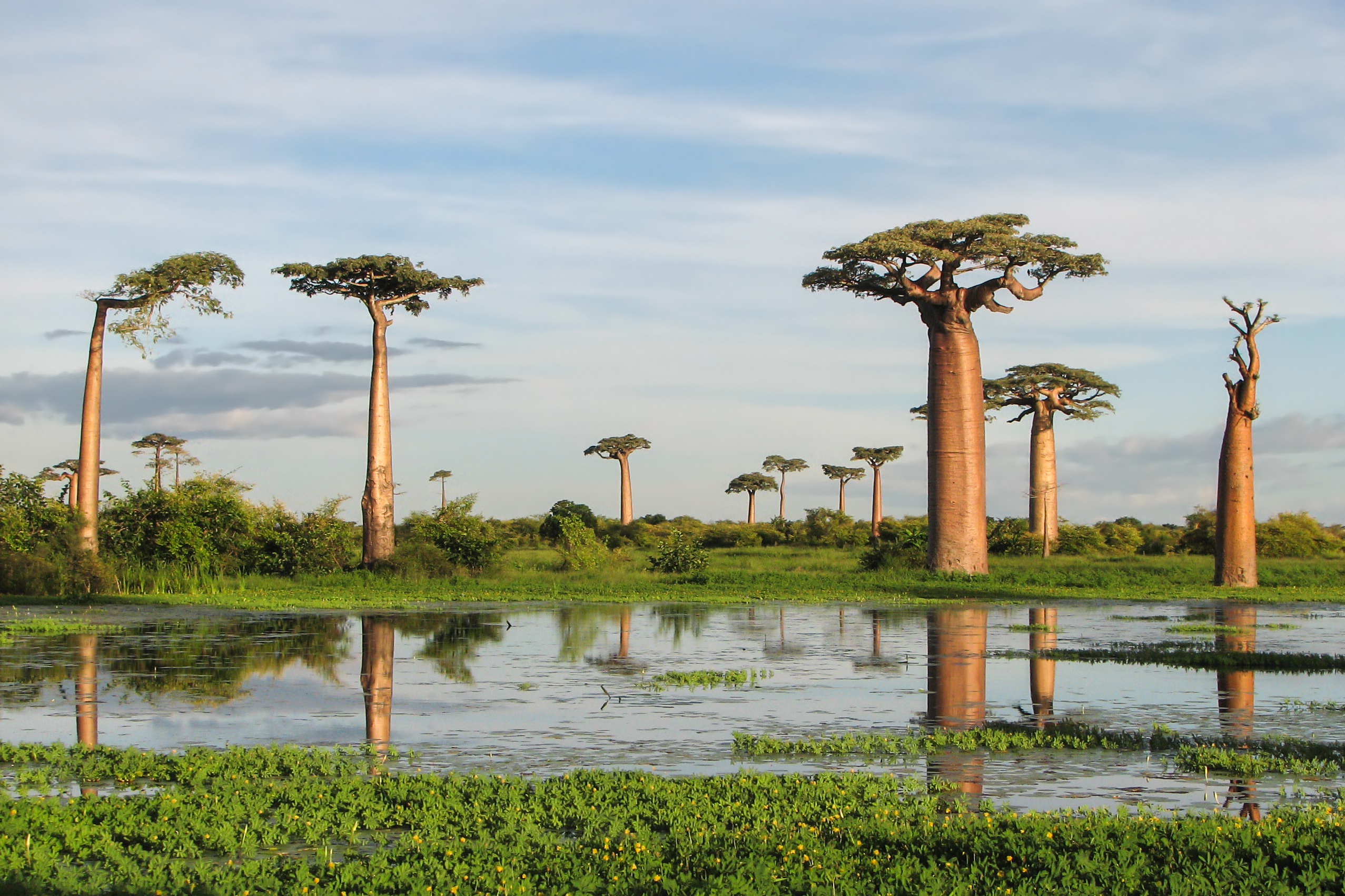
，馬達加斯加
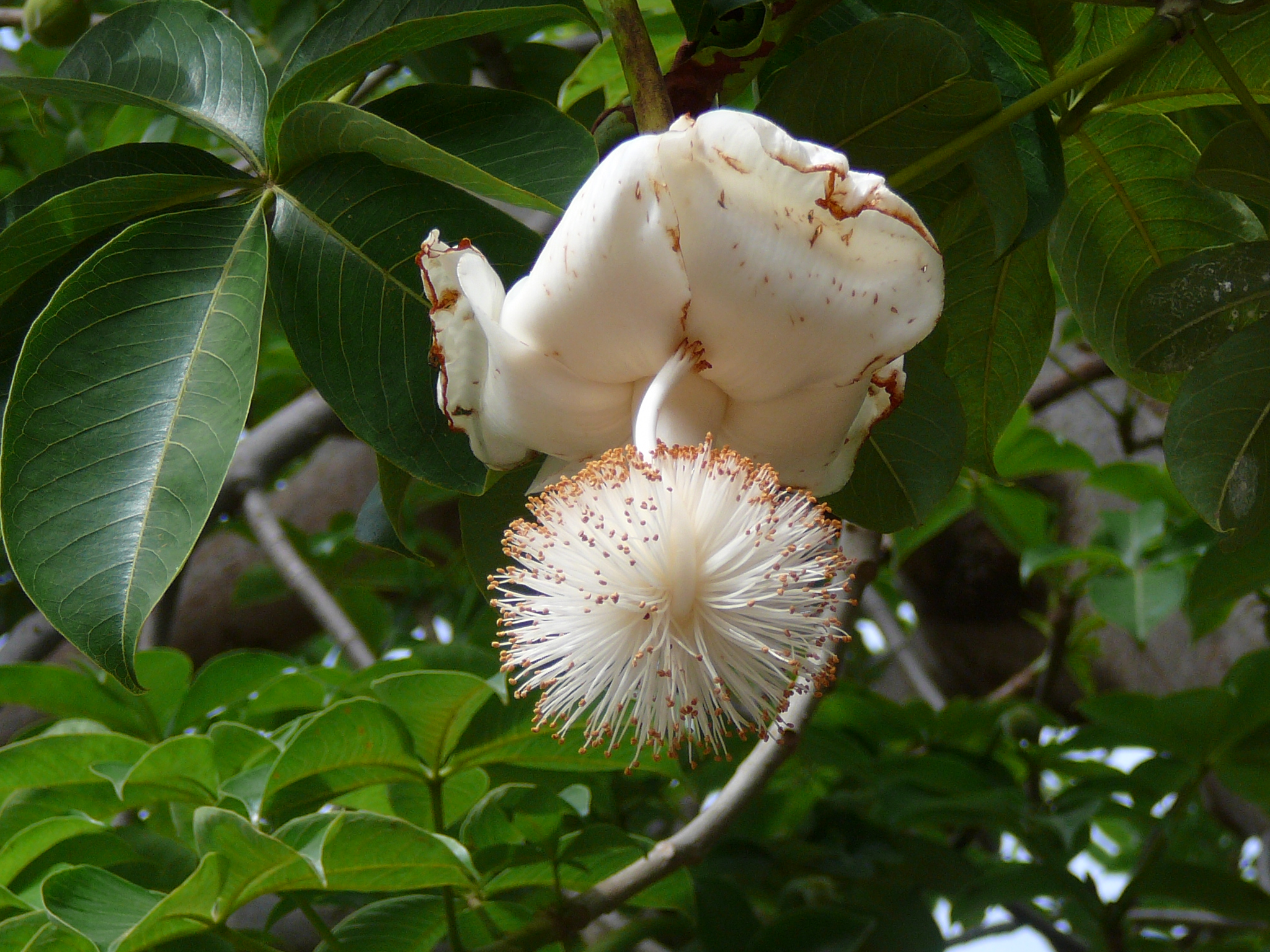
，非洲猴面包树的花
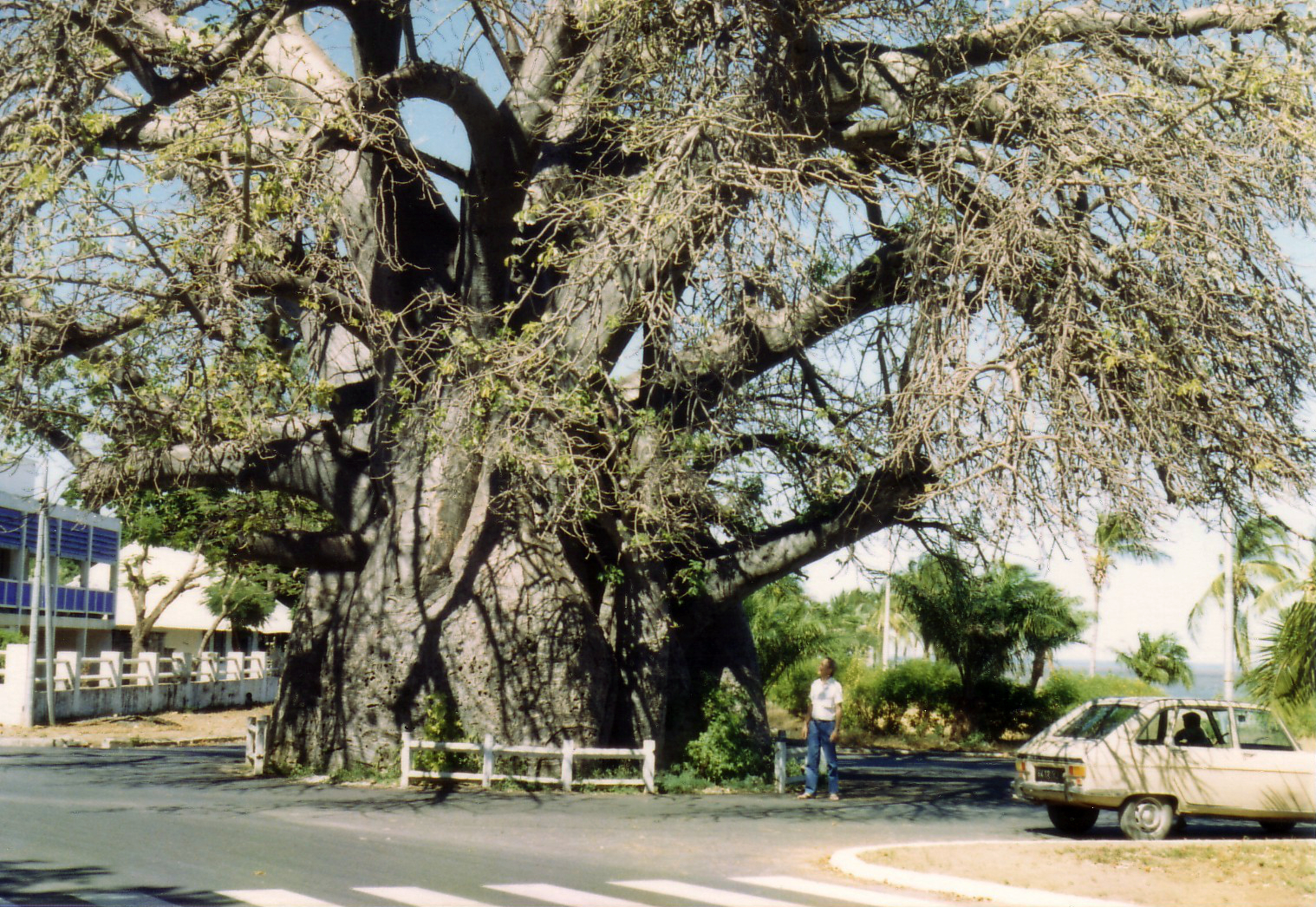
，馬達加斯加猴面包树
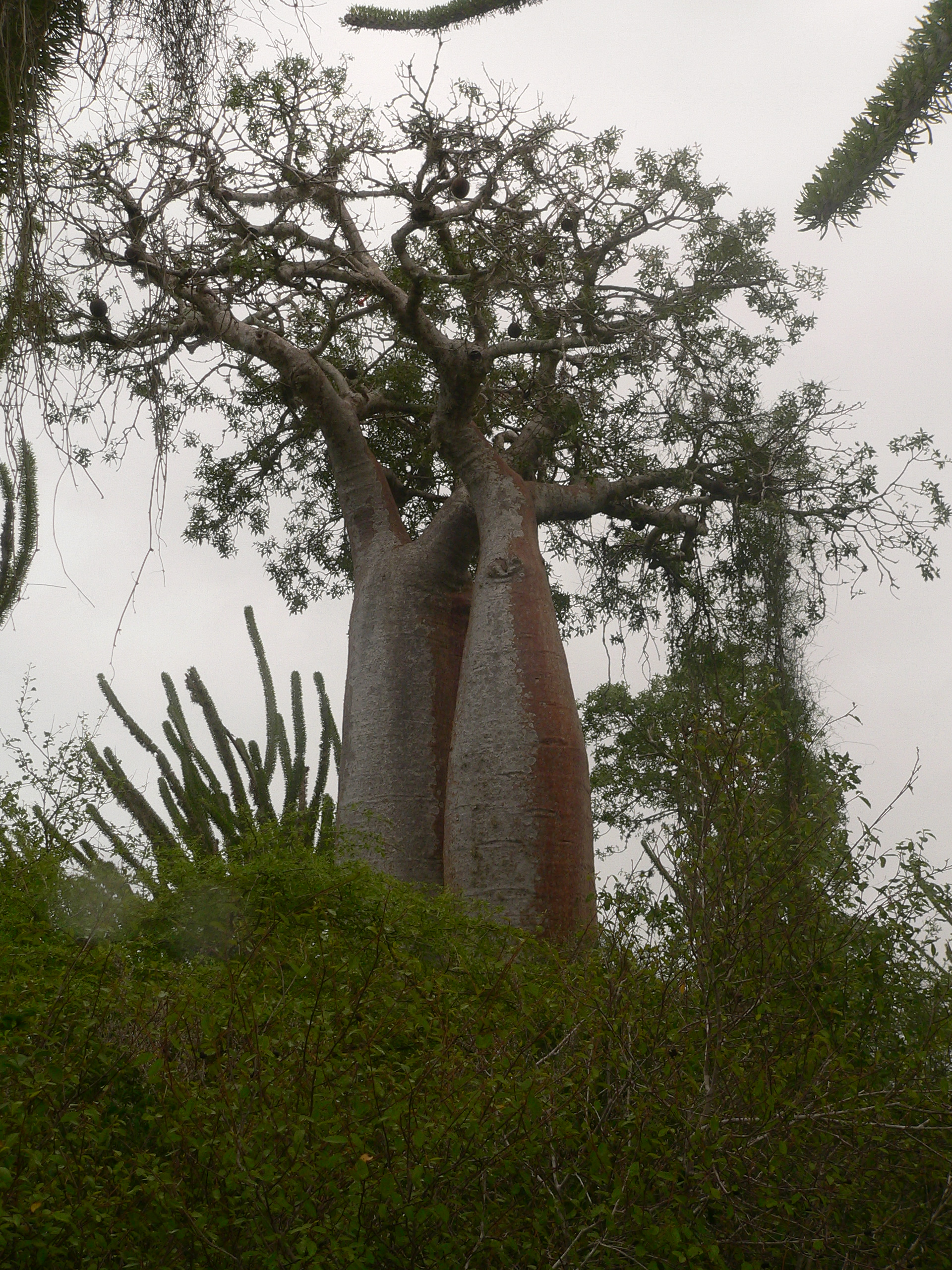
馬達加斯加

## 外部連結
- （繁體中文）猢猻木_台灣大百科全書[永久]
- （繁體中文）猢猻木_特有生物研究保育中心 （页面存档备份，存于）